# Falilat Ogunkoya
Falilat Ogunkoya (* 5. prosince 1968 Ode Lemo) je bývalá nigerijská atletka.
Vyhrála řadu národních šampionátů, včetně zlaté medaile v roce 1996 na 400 metrů, zlata na 200 metrů a 400 metrů v roce 1998 a zlata v letech 1999 a 2001 na 400 metrů. V roce 1987 na All Africa Games v Nairobi získala stříbrnou medaili na 200 m. V roce 1995 na All Africa Games v Harare získala stříbro na 400 m, a v roce 1999 na hrách v Johannesburgu získala zlatou medaili na 400 m.